# Larry Myricks
Larry Myricks (født 10. marts 1956 i Clinton, Mississippi) er en tidligere amerikansk atlet der primært konkurrerede i længdespring.